# Каравака (футбольный клуб)
«Каравака» (исп. Caravaca CF) — бывший испанский футбольный клуб из города Каравака-де-ла-Крус, в провинции и автономном сообществе Мурсия. Домашние матчи проводил на стадионе «Эль Морао», вмещающем 2 000 зрителей. В Примере и Сегунде команда никогда не выступала, лучшим результатом является 11-е место в Сегунда B в сезонах 2009/10 и 2010/11. В июле 2011 года клуб в связи с экономическими проблемами переехал в город Ла-Унион и в соответствии с этим изменил своё название на «Ла-Унион». Но законность данного переезда была оспорена мэром города Каравака-де-ла-Крус, но переезд все же состоялся, по результатам сезона 2011/12 «Ла-Унион» вылетел из Сегунды B и был расформирован.

## Сезоны по дивизионам
- Сегунда B — 2 сезона
- Терсера — 24 сезона
- Региональные лиги — 16 сезонов

## Достижения
- Терсера
  - Победитель: 2008/09

## Известные игроки
- Иван Сарандона
- Антонио Сольдевилья

## Известные тренеры
- Габриэль Корреа